# Gare d'Hattencourt
La gare d'Hattencourt est une gare ferroviaire fermée de la ligne de Saint-Just-en-Chaussée à Douai, située sur le territoire de la commune de Fransart, à proximité d'Hattencourt, dans le département de la Somme, en région Hauts-de-France.

## Situation ferroviaire
Établie à 89 mètres d'altitude, la gare d'Hattencourt est située au point kilométrique (PK) 126,203 de la ligne de Saint-Just-en-Chaussée à Douai, entre les gares de Fresnoy-lès-Roye et d'Hallu - Chilly.

## Histoire
La ligne et les autres gares sont fermées au trafic voyageurs. Il subsiste une des voies.